# Distichophyllum scabrisetum
Distichophyllum scabrisetum är en bladmossart som beskrevs av Hiroyuki Akiyama och Yamaguchi 1999. Distichophyllum scabrisetum ingår i släktet Distichophyllum och familjen Hookeriaceae. Inga underarter finns listade i Catalogue of Life.